# Barisey-au-Plain
Barisey-au-Plain ist eine französische Gemeinde mit 392 Einwohnern (Stand 1. Januar 2022) im Département Meurthe-et-Moselle in der Region Grand Est (bis 2015 Lothringen). Sie gehört zum Arrondissement Toul und zum Kanton Meine au Saintois. Die Einwohner werden Barisiens/Barisiennes genannt.

## Geografie
Barisey-au-Plain liegt etwa 17 Kilometer südsüdwestlich von Toul nahe der Autoroute A31 an der Grenze zum Département Vosges. Die Nachbargemeinden von Barisey-au-Plain sind Barisey-la-Côte im Nordwesten und Norden, Bagneux im Nordosten, Colombey-les-Belles im Osten, Autreville im Süden, Saulxures-lès-Vannes im Westen sowie Allamps im Nordwesten.

## Geschichte
Die die Gemeinde durchquerende Römerstraße von Lyon nach Trier und Funde von Münzen aus der Römerzeit belegen eine frühe menschliche Besiedlung. In einem Brief aus dem Jahr 1398 wird die heutige Gemeinde erstmals erwähnt. Auf dem heutigen Gemeindegebiet befand sich die 1634 von schwedischen Truppen zerstörte Siedlung Barisey-la-Planche, von der keine Überreste vorhanden sind. Das Schloss wurde in den Wirren der Französischen Revolution zerstört. Im Jahr 1940 kam es zu heftigen Kämpfen, die zu schweren Zerstörungen führte.

## Bevölkerungsentwicklung
| Jahr                       | 1962 | 1968 | 1975 | 1982 | 1990 | 1999 | 2006 | 2019 |
| Einwohner                  | 315  | 274  | 256  | 317  | 304  | 329  | 304  | 395  |
| Quellen: Cassini und INSEE |      |      |      |      |      |      |      |      |

## Sehenswürdigkeiten
- Kirche Nativité-de-la-Vierge; mehrheitlich aus dem 16. Jahrhundert mit Kirchenschiff aus dem 18. Jahrhundert
- Denkmal für die Gefallenen[1]
- Gedenkstätte für gefallene Soldaten des Zweiten Weltkriegs an der Straße Richtung Barisey-la-Côte[2]
- Wegkreuz Croix Rouge südlich des Dorfs
- Überreste der Römerstraße von Lyon nach Trier
- Überreste des in der Zeit der Französischen Revolution weitgehend zerstörten Schlosses der Familie Les Armoises

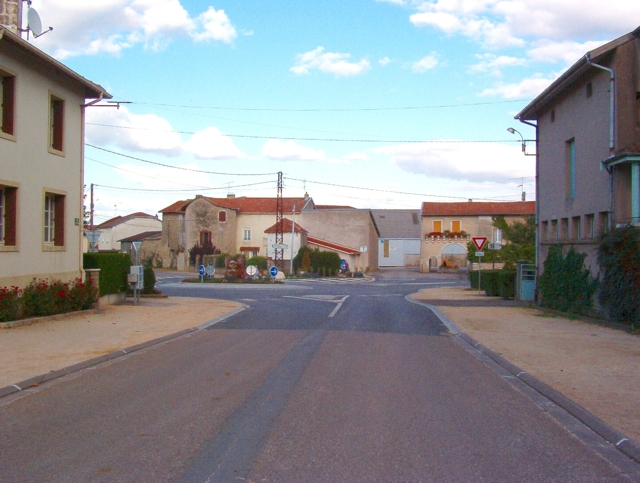
Teilansicht der Gemeinde